# 동등자
수학에서 동등자(同等子, 영어: equalizer)는 여러 함수들이 같은 값을 갖게 되는, 정의역의 부분집합이다.

## 정의

### 집합의 범주에서의 정의
집합 {\displaystyle X,Y} 및 {\displaystyle X}에서 {\displaystyle Y}로 가는 함수들의 집합 {\displaystyle {\mathcal {F}}\subset Y^{X}}이 주어졌다고 하자. {\displaystyle {\mathcal {F}}}의 동등자 {\displaystyle \operatorname {Eq} ({\mathcal {F}})}는 다음과 같은 집합이다.
{\displaystyle \operatorname {Eq} ({\mathcal {F}})=\{x\in X|f(x)=g(x)\forall f,g\in {\mathcal {F}}\}}
자명한 경우로, {\displaystyle {\mathcal {F}}=\varnothing }인 경우 {\displaystyle \operatorname {Eq} (\varnothing )=X}이며, {\displaystyle {\mathcal {F}}=\{f\}}로 하나의 원소만을 갖는 경우 역시 {\displaystyle \operatorname {Eq} (\{f\})=X}이다.

### 일반적 범주에서의 정의
범주 {\displaystyle {\mathcal {C}}}에서, 대상 {\displaystyle X,Y\in {\mathcal {C}}} 및 사상 모임의 부분집합 {\displaystyle {\mathcal {F}}\subset \hom(X,Y)}이 주어졌다고 하자. {\displaystyle {\mathcal {F}}}의 동등자 {\displaystyle (E,\operatorname {eq} )}는 다음과 같은 데이터로 구성된다.
- {\displaystyle E}는 {\displaystyle {\mathcal {C}}}의 대상이다.
- {\displaystyle \operatorname {eq} \in \hom _{\mathcal {C}}(E,X)}는 {\displaystyle {\mathcal {C}}}의 사상이며, 모든 {\displaystyle f,g\in {\mathcal {F}}}에 대하여 {\displaystyle f\circ \operatorname {eq} =g\circ \operatorname {eq} }이다.

이는 다음과 같은 보편 성질을 만족시켜야 한다.
- 만약 {\displaystyle m\colon O\to X}가 임의의 {\displaystyle f,g\in {\mathcal {F}}}에 대하여 {\displaystyle f\circ m=g\circ m}을 만족시킨다면, {\displaystyle \operatorname {eq} \circ u=m}인 유일한 사상 {\displaystyle u\colon O\to E}가 존재한다.

이는 극한의 간단한 예이며, 이 경우 지표 범주 {\displaystyle J}는 두 개의 대상 {\displaystyle X,Y} 및 사상 집합 {\displaystyle \hom _{J}(X,Y)={\mathcal {F}}}를 가진다.
주어진 범주에서 동등자는 존재하지 않을 수 있다. 다만, 만약 {\displaystyle {\mathcal {F}}}가 공집합이거나 하나의 원소만을 갖는 경우 동등자는 항상 존재하며, 이 경우 {\displaystyle (E,\operatorname {eq} )=(X,\operatorname {id} _{X})}이다.
만약 범주 {\displaystyle {\mathcal {C}}}가 곱 및 당김을 갖는다면, 항상 동등자를 갖는다. 구체적으로, 다음과 같은 사상을 생각하자.
{\displaystyle \operatorname {diag} _{Y}=(\operatorname {id} _{Y},\operatorname {id} _{Y})\colon Y\to Y\times Y}
{\displaystyle (f,g)\colon X\to Y\times Y}
그렇다면, 이에 대한 당김
{\displaystyle X\times _{Y\times Y}Y}
을 정의할 수 있으며, 이는 {\displaystyle f}와 {\displaystyle g}의 동등자와 같다. 동등자 사상은 당김의 표준 사영
{\displaystyle \pi _{X}\colon X\times _{Y\times Y}Y\to X}
에 의하여 주어진다.

## 같이 보기
- 당김 (범주론)